# Nick Cummins
Nicholas Mark Cummins (Port Macquarie, 5 ottobre 1987) è un ex rugbista a 15, ex rugbista a 7 e personaggio televisivo australiano, in carriera attivo come tre quarti ala principalmente per la franchigia dei Western Force e internazionale per la Australia.
Noto con il soprannome di The Honey Badger (in italiano tasso del miele).

## Biografia
Cummins è nato a Port Macquarie, nel Nuovo Galles del Sud, ma è cresciuto nei pressi di Brisbane, nel Queensland. Nel 2005 rappresentò il Queensland ai campionati studenteschi e un anno più tardi si trasferì a Sydney entrando a far parte del Randwick.
Nel 2007 fu convocato per la nazionale di rugby a 7 impegnata nelle Sevens World Series e al termine firmò un contratto biennale con la franchigia del Super 12 dei Western Force. Nel frattempo giocò con Perth Spirit, raggiungendo la finale del campionato australiano. Fece il suo esordio nel Super 14 2008 partendo titolare nella partita con Sharks, giocando in totale nove partite quella stagione. Marcò la prima meta nel torneo nel Super 14 2009 contro Hurricanes ed entrò in ottica nazionale. Nel 2010 partecipò ai Giochi del Commonwealth dove, con la nazionale seven, conquistò l'argento.
Nel 2012 fece il suo esordio in nazionale durante il Rugby Championship nella partita con l'Argentina. A fine anno partecipò al tour in Europa della nazionale. Mise a segno le sue prime mete in maglia ora con Inghilterra e Italia.
Terminata la stagione 2014 con sette mete segnate, decise di interrompere il contratto con la franchigia dell'Australia Occidentale per trasferirsi in Giappone ai Coca-Cola Red Sparks
```
in 
Top League
, motivò la scelta per questioni familiari
[
4
]
. Tornò per un breve periodo nella franchigia di 
Perth
 e poi ritornare in Giappone.
```

Nel 2016 entrò come sostituto nella finale del campionato norvegese nelle file dello Stavanger RK vincendo il suo primo titolo.

### Personaggio televisivo
È noto con il soprannome The Honey Badger, il tasso del miele, di cui dichiarò in un'intervista di esserne stato affascinato guardando un documentario. Il soprannome e il marcato accento australiano lo resero presto un celebrità in patria, tanto che prestò la sua immagine per diversi marchi commerciali e agenzie. Terminata la carriera ha partecipato a numerosi programmi televisivi come Meanwhile In Australia with Nick Cummings di National Geographic.